# ヘルプキー
ヘルプキー（英語: Help key）はコンピュータのキーボードにあるキーの一つである。押下すると、ユーザが実行中のタスクについての情報（アプリケーションソフトウェアの機能の使い方など）が画面に表示される。Helpと刻印された専用のキーの場合もあるが、ファンクションキーのうちの1つをヘルプキーに割り当てている場合もある。
専用のヘルプキーがない場合、ヘルプキーとして動作するキーはソフトウェアによって異なる。ただし、コンピュータのブランド・ファミリーにより、デファクトスタンダードが存在する。例えば、PC/AT互換機ではF1キーがヘルプキーとして機能する。

## アップル
Apple IIeとApple IIIシリーズの標準的なヘルプキーは、 OPEN-APPLE-? と SOLID-APPLE-? の両方である。... 実際の所、Apple IIとApple II Plusの標準的なヘルプキーは、クエスチョンマークかスラッシュ、そうでなければESCAPE ? か ESCAPE / である。

The standard help key on the Apple IIe and Apple III series computers is either OPEN-APPLE-? or SOLID-APPLE-? ... The standard help key on the Apple II and Apple II Plus, where practical, is a question mark or slash, or else ESCAPE ? or ESCAPE /.—1982年のApple Computerの開発者向けマニュアル
かつてのフルサイズのApple Keyboardでは、ヘルプキーは⭶ Homeの左にあり、単にHelpと刻印されていた。PC/AT互換機のキーボードでは、その位置には⎀ Insertキーがある。
2007年現在、新しいApple Keyboardにはヘルプキーがない。フルサイズのApple Keyboardでかつてヘルプキーがあった場所には、その代わりにFnがある。物理的なヘルプキーの代わりに、多くのアプリケーションでは慣例的にメニューバーにヘルプメニューを設けている。

## コモドール
コモドール128では、最上段の2番目のブロックにHelpキーがある。

## Amiga
Amigaのキーボードでは、方向キーの上の⌦ Delキーの隣（PC/AT互換機のキーボードで⎀ Insert,⭶ Home,Pg Upキーのある位置）にHelpキーがある。

## アタリ
アタリの16ビット・32ビットのコンピュータのキーボードでは、方向キーの上にHelpがある。Atari 8ビット・コンピュータXL・XEシリーズのキーボードには専用のHelpキーがあるが、ヘルプキーを含めた一部のシステムキーは、他のキーとは離れて、普通のキーとは全く違う形をしていた。

## サン
サン・マイクロシステムズのほとんどのキーボードでは、専用のHelpキーがキーボードの左上隅にあった。ヘルプキーの右にはEscキーがあり、下には10個の拡張キー（Stop,Again,Props,Undo,Front,Copy,Open,Paste,Find,Cut）があった。

## NEC
NECのキーボードでは、テンキーの最上段の左から2つ目（PC/ATキーボードでは"/"）がHelpキーだった。